# Magaza
Magaza (tur. maǧaza, iz arap. 〈mn〉 mäḫāzin: skladišta, spremišta), skladišni ili trgovinski prostor skladišni prostor za trgovačku robu u gradskim trgovinskim središtima u prizemlju ili na najnižoj etaži, ponegdje u značenju podruma od kamena u nekim krajevima BiH.
Magazom se naziva mali objekt koji je građen kao dodatak uz bosansko-hercegovačku kuću, ili kao dio te kuće (usp. kuća nad magazom). U njoj se spremalo hranu i pomoćne stvari za koje nije bilo mjesta u kućnim prostorijama. Građena je od dasaka (podnica), ali i od masivnog kamena, a pokrivalo ju se crijepom. Magaze su bile od jedne prostorije duge četiri do pet metara i široke oko tri metra širine. Bile su na kamenim nosačima i bez zidanog temelja.